# Wellheim
Wellheim er en købstad (markt) i Landkreis Eichstätt i Regierungsbezirk Oberbayern i den tyske delstat Bayern.

## Geografi
Byen ligger cirka i midten af den såkaldte "Wellheimer Tockentals", en Urdonau-dal, syd for Dollnstein og nord for Rennertshofen. Her har floden Schutter, som munder ud i Donau ved Ingolstadt sit udspring. Wellheim er en statsanerkendt rekreationsby i Naturpark Altmühltal.

### Inddeling
Der er ud over hovedbyen Wellheim følgende landsbyer og bebyggelser: Aicha, Biesenhard, Gammersfeld med Gutshof, Espenlohe, Hard og Konstein.
- Wikimedia Commons har flere filer relateret til Wellheim